# Friday Harbor
Friday Harbor è un comune degli Stati Uniti d'America, situato nello Stato di Washington, nella Contea di San Juan e quindi sull'isola omonima. È anche il capoluogo della Contea.